# Sabine Gensior

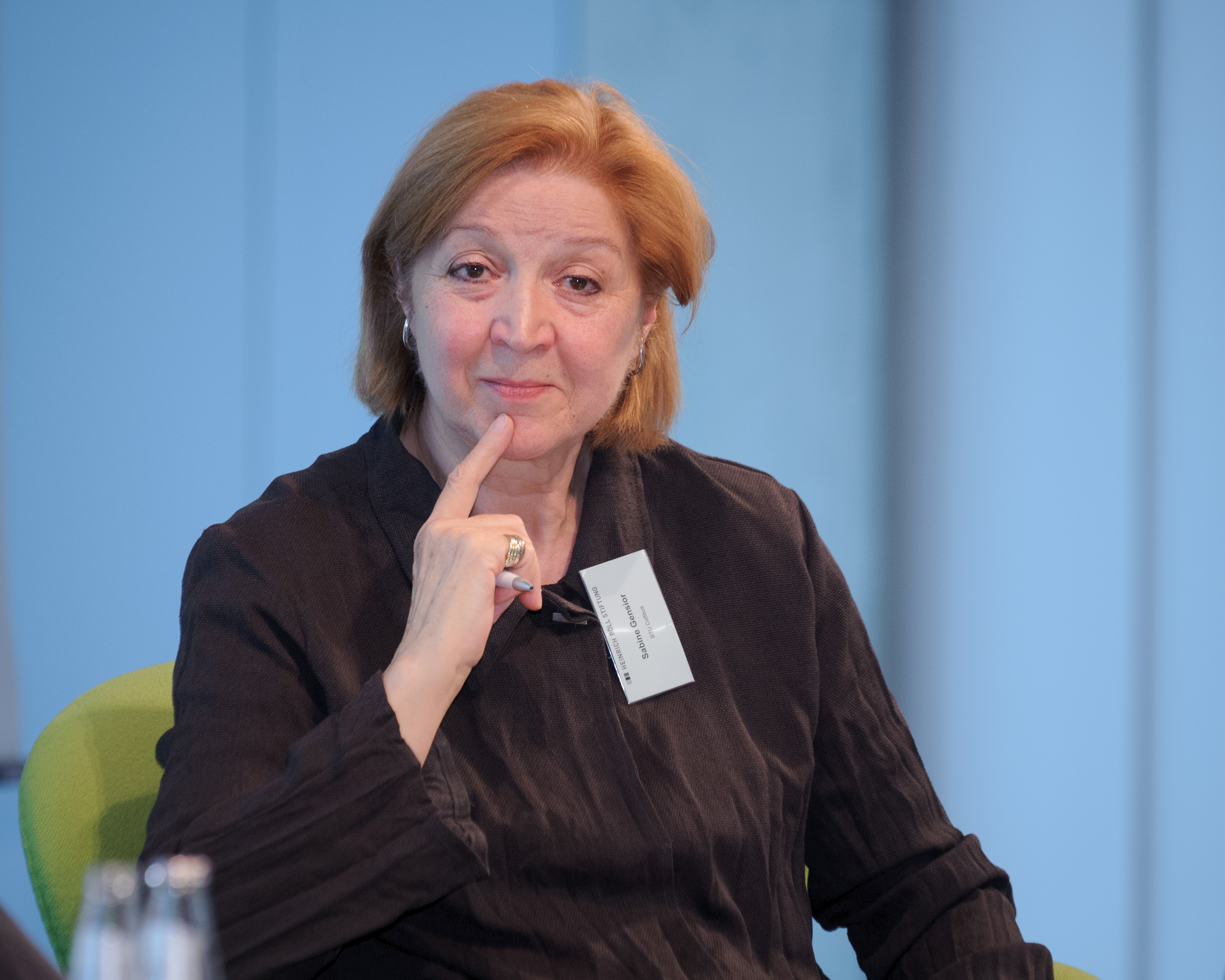
Sabine Gensior, 2012

Sabine Gensior (* 24. Mai 1945 in Oberottendorf; † 25. Juli 2022 in Berlin) war eine deutsche Soziologin.

## Leben
Sabine Gensior studierte Soziologie an der Freien Universität Berlin und in den USA (Nebenfächer: VWL, BWL, Politische Wissenschaften, Psychologie). Nach der Promotion zum Dr. rer. pol. und der Habilitation war sie wissenschaftliche Assistentin an der FU Berlin. Sie war acht Jahre als wissenschaftliche Mitarbeiterin am Wissenschaftszentrum Berlin für Sozialforschung (bis 1988) und anschließend als Professorin an der Fachhochschule für Wirtschaft Berlin (bis 1992) tätig. Sie war Mitbegründerin und Leiterin des Berliner Instituts für Sozialforschung und sozialwissenschaftliche Praxis (BIS) e.V. (1983–1998). Seit 1992 lehrte sie als Professorin an der BTU Cottbus, Lehrstuhl Wirtschafts- und Industriesoziologie, Institut für Arbeits- und Sozialwissenschaften.
Ihre Forschungsschwerpunkte waren Wirtschafts-, Industrie-, Arbeits- und Bildungssoziologie, Technik- und sozialwissenschaftliche Arbeitsmarktforschung, Frauen- und Geschlechterforschung, Betriebsgründungen und Vernetzung, Transformationsforschung.
Sabine Gensior starb am 25. Juli 2022 im Alter von 77 Jahren.

## Schriften (Auswahl)
- Arbeitslehre, ein erneuter Versuch der ideologischen Integration der Arbeitskraft. Berlin 1973, OCLC 176766937.
- Gesamtarbeiter, Staat und Arbeitsmarkt. Sozialwissenschaftliche Forschung zwischen Interpretation und Prognose. Frankfurt am Main 1979, ISBN 3-593-32394-X.
- mit Lothar Lappe: Neue Techniken. Auswirkungen auf Arbeit, Beschäftigung und Weiterbildung. Ein frauenspezifischer Problem- und Literaturbericht. Düsseldorf 1990, OCLC 217178047.
- mit Roald Steiner und André Bleicher: Die Auswirkungen der EU-Osterweiterung auf Betriebe, Arbeitsmarkt und Qualifizierung in der Region Berlin-Brandenburg. Berlin 2003, ISBN 3-937033-07-6.